# Сараценско освајање Будве, Росе и доњег Котора
Сарацени из сјеверне Африке су почетком четврте деценије IX вијека освојили власт у Сицилији и Јужној Италији. Писац Барског родослова описује велики број сараценских лађа („omnes civitates maritimas destruxerunt“) . Један од њихових вођа био је Калфис (Calfis) кога помиње млетачка хроника Јована ђакона. Након што је вазал Византије , венецијанска флота дужда Петра Традоника - потучена у зиму 840 - 841 . године, у Тарентском мореузу , поКонстантину Порфирогениту , Сарацени који су допловили из Африке (које у биографији свога оца Константин зове Картажанима) опустошили су и опљачкали византинске градове : Будву, а од бококоторских градова Росу (на полуострву Луштици) и доњи Котор . За разлику од Порфирогенита, писац Барског родослова сматра да ови Сарацени нијесу дошли из Африке, већ са Сицилије, освојене још 831 . године („eo tempore exivit stolum a Sicilia”). Претпоставља се да је Барски родослов у праву, тим прије што је Порфиригенит у свом писању помијешао нападе Сарацена из 841 . и 867 - 868 . године. Након овог похода, заузимају и град Бари , у Италији (којим ће владати од 841 - 871 . године). Сљедеће године, након освајања Барија, Сарацени продиру још дубље у Јадранско море , поново поразивши млетачку флоту (под дуждем Петром Традоником) код острвцета Суска, на западној страни острва Лошиња. 

## Последице сараценског напада
Пораз Византије и њихових вазала Млечана , имао је последице у приморским областима, у односима између саме Византије, Романа у византинским градовима и Словена у околним жупама. Дошло је до слабљења моћи романских градова на обали и скоро до потпуног нестанка византинске и млетачке власти на Јадрану. Неретљани , 848. године, у свом пљачкашком походу доспијевају до Каорле (градић у близини Венеције) који освајају и руше. У Дукљи , приморски градови потпадају под „вазални“ однос према Србима. Наиме, приликом напада на Будву, Росу и Котор , романско становништво ових градова потражило је спас у околним планинама и жупама, међу Словене, који су им по престанку сараценске опасности омогућили да се слободно врате кућама - али уз обавезу плаћања данка и службе. По Барском родослову, долази до значајних промјена у односима Романа из градова области Приморја (Хум , Травунија и Дукља) и Срба и Хрвата. Тек по преузимању наведених обавеза, које им намећу околни Словени, Романи су могли почети са обновом опустошених градова. У Будви, Романи већ 840 . почињу обнову, па је и непознати донатор са братом тада подигао и цркву свете Марије (in Punta). Константин Порфирогенит каже да , пошто је „скоро читава Италија и највећи дио Сицилије потпао под власт варвара (Сарацена) “ Хрвати , Срби, Захумљани , Травуњани , Конављани , Дукљани и Неретљани су „збацили са себе давнашњу власт Ромеја (Византинаца) и постали самоуправни и самостални, покоравајући се искључиво својим архонтима (кнежевима)“.